# Kolonia Wilki
Kolonia Wilki (auch Borek, deutsch Kleinwalde) war ein Ort in der polnischen Woiwodschaft Ermland-Masuren innerhalb der Landgemeinde Braniewo (Braunsberg) im Powiat Braniewski (Kreis Braunsberg). Bis 1945 gehörte er zum Kreis Heiligenbeil in Ostpreußen.

## Geographische Lage
Die Ortsstelle von Kolonia Wilki (auch: Borek) resp. Kleinwalde liegt im Nordwesten der Woiwodschaft Ermland-Masuren, sieben Kilometer südlich der ehemaligen und heute auf russischem Staatsgebiet gelegenen Kreisstadt Heiligenbeil (russisch Mamonowo) bzw. elf Kilometer nordöstlich der heutigen Kreismetropole Braniewo (deutsch Braunsberg).

## Geschichte
1709 ist das Gründungsjahr des kleinen und aus ein paar kleinen Gehöften bestehenden Dorfs Kleinwalde. 1874 wurde es als Landgemeinde in den neu errichteten Amtsbezirk Waltersdorf (polnisch Pęciszewo) im ostpreußischen Kreis Heiligenbeil im Regierungsbezirk Königsberg eingegliedert. 35 Einwohner zählte Kleinwalde im Jahre 1910.
Am 30. September 1928 gab es eine starke Veränderung der Landgemeinde Kleinwalde, als sie sich mit den Nachbarorten Heidenhof (polnisch Wrzosek), Neu Bahnau (Nowe Banowo), Preuschhof (Prusowo) und Rosenhof (Różanka) zur neuen Landgemeinde Kleinwalde zusammenschloss. Die Einwohnerzahl dieser neu formierten Gemeinde belief sich 1933 auf 82 und 1939 auf 84.
Nach der 1945 in Kriegsfolge quer durch Ostpreußen gezogenen Staatsgrenze zwischen der Sowjetunion und Polen befand sich Kleinwalde auf südlichem d. h. polnischem Gebiet, lediglich drei Kilometer von der Grenze entfernt. Das Dorf erhielt die polnische Namensform „Borek“, die später durch „Kolonia Wilki“ – wohl im Blick auf den nördlich gelegenen Ort Wilki (Birkenau) –
ersetzt wurde. Zu einem nicht näher genannten Zeitpunkt wurde der Ort als verloren betrachtet und gilt heute als untergegangen. Seine Ortsstelle liegt im Gebiet der Gmina Braniewo im Powiat Braniewski, von 1975 bis 1998 der Woiwodschaft Elbląg, seither der Woiwodschaft Ermland-Masuren zugehörig.

## Religion
Bis 1945 war Kleinwalde in die evangelische Kirche Waltersdorf (polnisch Pęciszewo) in der Kirchenprovinz Ostpreußen der Kirche der Altpreußischen Union eingegliedert. Seitens der römisch-katholischen Kirche gehörte der Ort zur Pfarrei in Heiligenbeil (russisch Mamonowo) im damaligen Bistum Ermland.

## Verkehr
Die Ortsstelle von Kolonia Wilki (resp. Borek und auch Kleinwalde) ist über eine Landwegverbindung zwischen Pęciszewo (Waltersdorf) und Kolonia Krzewno zu erreichen.